# Estadio Municipal de Lepaera
El Estadio Municipal de Lepaera, anteriormente llamado estadio Juan Orlando Hernández, es un estadio multipropósito ubicado en el municipio de Lepaera, Lempira, Honduras. Fue fundado en 2012 y cuenta con una capacidad para 5.000 espectadores.